# Giustizia e Libertà

Vlag van het Italiaanse Giustizia e Libertà.

Giustizia e Libertà, een in Frankrijk opgerichte verzetsbeweging van antifascistische vluchtelingen uit Italië, actief van 1929 tot 1945. Zij werd mede opgericht door Carlo Rosselli, Emilio Lussu en Carlo Levi.

## Italiaans antifascistische organisatie (1929-1940)
De organisatie werd opgericht in Parijs in 1929. Het doel was meervoudig: om weerstand te bieden aan het Italiaanse fascisme, om clandestiene groepen te vormen in Italië en om een intensieve propagandacampagne op te zetten. Carlo Levi en Leone Ginzburg werden aangeduid om de leiding van de Italiaanse afdeling op zich te nemen.
Giustizai e Libertà was toegewijd om militante acties op te zetten om het fascistische regime te bestrijden. De beweging zag Mussolini als een meedogenloze moordenaar die als straf verdiende om gedood te worden. Verschillende plannen werden bedacht, waaronder ook een dramatisch plan om een vliegtuig een bom te laten droppen op het Piazza Venezia, de woonplaats van Mussolini.
Na een reeks van arrestaties en processen (met inbegrip van de veroordeling van Carlo Levi) werd de beweging in 1930 gedwongen om zijn activiteiten in te tomen. In 1931 sloot de organisatie zich aan bij de Concentrazione Antifascista Italiana en een jaar later startte het plan, niet voor het restaureren van de pre-fascistische staat, maar voor het opbouwen van een nieuw sociaaldemocratische maatschappij binnen een Republikeinse staat. De groep richtte een eigen tijdschrift op, waar Salvatorelli, De Ruggiero en anderen aan meewerkten. Het tijdschrift weerspiegelde de politiek van de leiders van de groep, die afstand probeerde te nemen van het communisme en de Italiaanse Communistische Partij. Bij het uitbreken van de Spaanse Burgeroorlog in 1936 vormde de organisatie een vrijwilligersbrigade om de Spaanse Republiek te steunen.
Carlo Rosselli en Camillo Berneri stelden een vrijwillige eenheid samen, die bestond uit anarchistische, liberale, socialistische en communistische Italianen, om naar het front in Aragón te trekken. Een van de militaire successen was een overwinning tegen Franco’s milities in de strijd om ‘Monte Pelado’. De slogan Vandaag in Spanje, morgen in Italië werd door deze eenheid gepopulariseerd. In 1937 werd Berneri vermoord door communistische troepen tijdens een zuivering van anarchisten in Barcelona. Met de val van de Spaanse Republiek in 1939 werden de verzetsstrijders van Giustizia e Libertà gedwongen om terug te keren naar Frankrijk.

## De militaire afdeling van Partito d'Azione (1942-1945)

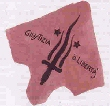
Mouwembleem van de Giustizia e Libertà verzetsstrijders

Giustizia e Libertà werd gedwongen om publieke activiteiten te staken toen in 1940 de Duitse troepen Frankrijk bezetten. De leden verspreidden zich, maar kwamen grotendeels terug samen als de Partito d'Azione (Partij van de Actie) in het Duits-bezette Italië na de wapenstilstand van 1943. De militaire afdeling van deze partij, de partizanen, werden nog steeds beschouwd als Giustizia e Libertà.
In 1943 werd na de capitulatie van Italië de Italiaanse Sociale Republiek opgericht. De verzetsstrijders van Giustizia e Libertà vormden zich om tot geallieerde legers. Vanwege hun grootte als niet-communistische groep van verzetsstrijders genoten ze van de voorzieningen en trainingen van hun Westerse bondgenoten. De meest bekende commandant was Ferruccio Parri, die met behulp van zijn schuilnaam "Maurizio", de Partito d'Azione vertegenwoordigde in het Comitato di Liberazione Nazionale (CLNAI). Parri werd in Milaan gearresteerd en aan de Duitsers overgeleverd, om even later ingeruild te worden voor Duitse ambtenaren gevangengenomen door de verzetsstrijders. Hij keerde tijdig terug om deel te nemen aan de definitieve fase van het verzet en de Milanese opstand.
De auteur Primo Levi was lid van de Partito d'Azione in Valle d'Aosta. Hij werd in december 1943 gearresteerd door het fascistisch bewind en overgeleverd aan de Duitsers. In februari 1944 werd hij gedeporteerd naar Auschwitz.
De brigades van Giustizia e Libertà werden beschouwd als professionele militaire eenheden, die strijders aantrokken uit alle lagen van de bevolking. De twintig maanden van de oorlog, eisten van de eenheden van deze verzetsbeweging, in totaal 4500 slachtoffers, waaronder het grootste deel van hun leiders.